# Sala Monferrato
Sala Monferrato (piemontesisch la Sala) ist eine Gemeinde in der italienischen Provinz Alessandria (AL), Region Piemont.

## Lage und Einwohner
Sala Monferrato liegt 35 km nordwestlich von der Provinzhauptstadt Alessandria auf einem hohen Hügel im Herzen der Weinbaulandschaft des Monferrato, das 2014 von der UNESCO aufgrund seiner historischen und landschaftlichen Einzigartigkeit zusammen mit denen von Langhe und Roero zum Weltkulturerbe erklärt wurde. Das Gemeindegebiet umfasst eine Fläche von 7,67 km² und hat 331 (Stand 31. Dezember 2023) Einwohner.
Die Nachbargemeinden sind Cella Monte, Cereseto, Ottiglio, Ozzano Monferrato und Treville.

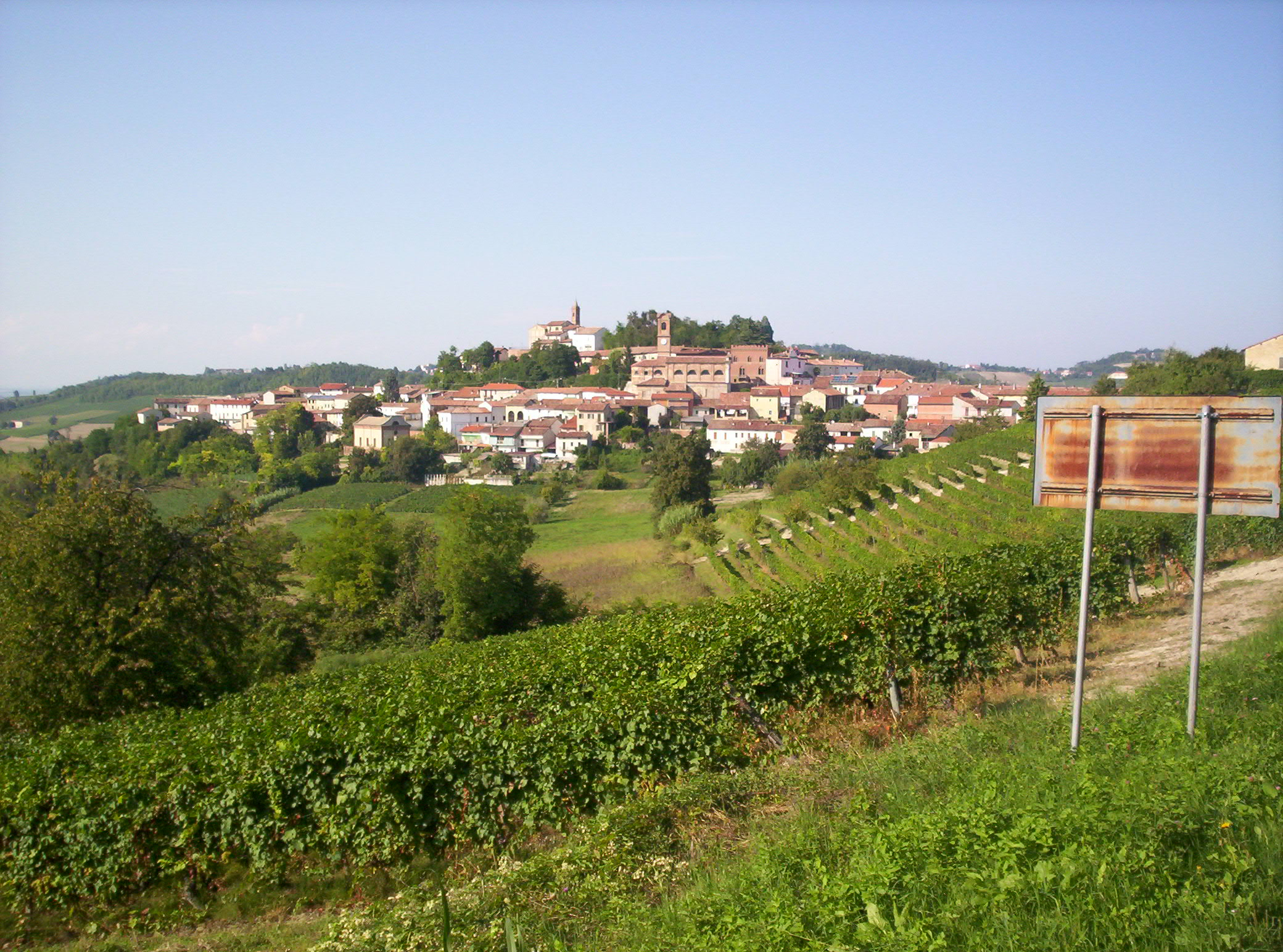
Panorama von Sala Monferrato

## Geschichte

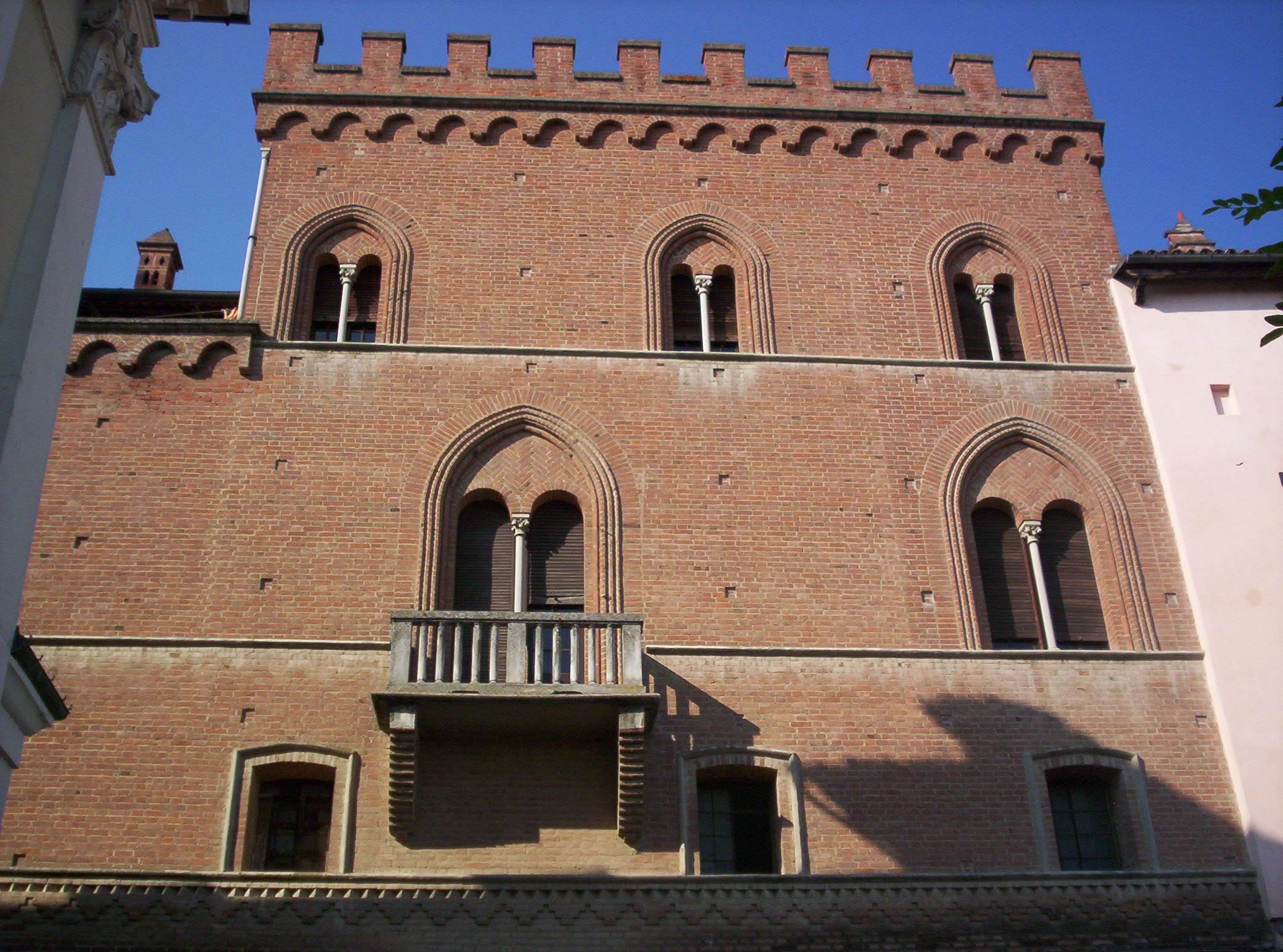
Das Castello von Sala

Der Ortsname ist seit 1218 bezeugt. Die einzige in den ihn betreffenden Dokumenten vorkommende Variante ist die Form „Sala“, eine Bezeichnung, die vom lombardischen Wort „Sala“ abgeleitet ist und „Gericht, Gebäude“ und genauer gesagt „Haus für die“ bezeichnet Herrensitz im Curtis oder zum Sammeln von Lebensmitteln, die dem Herrn zustehen. Anschließend erhält es die Bedeutung „Landhaus“. Bei der Erforschung seiner Etymologie können jedoch auch der italienische Begriff „Sala“, „großer Raum“, und der lateinische Begriff für „Kanal, Sumpfland“ verwendet werden. 
Seine Ursprünge reichen bis ins Mittelalter zurück. Wie die meisten Gemeinden der Region nahm auch sie an den historischen Ereignissen des Markgrafentums von Monferrato teil, obwohl auch die Regierung der Familie Della Sala von großer Bedeutung war. Aufgrund seiner besonderen strategischen Lage war es immer wieder Gegenstand von Eroberungen durch andere Völker, insbesondere durch die Franzosen und Spanier. Im 18. Jahrhundert wurde es in den Besitz der Savoyer eingegliedert.

## Sehenswürdigkeiten
Der Hauptplatz, auf dem sich die Pfarrkirche Santa Maria befindet, verleiht diesem eine noch eindrucksvollere Atmosphäre, in deren Nähe die Überreste der mittelalterlichen Burg zu sehen sind. Bemerkenswert sind auch die Kirche San Giacomo mit ihren Kunstwerken und das Bauernhaus Narzo, in dem sich einst ein altes Benediktinerkloster befand.

## Kulinarische Spezialitäten
Bei Sala Monferrato werden Reben der Sorte Barbera für den Barbera d’Asti, einen Rotwein mit DOCG Status, sowie für den Barbera del Monferrato angebaut.